# Armadilloniscus candidus
Armadilloniscus candidus là một loài chân đều trong họ Detonidae. Loài này được Budde-Lund miêu tả khoa học năm 1885.